# 우먼 인 레드
《우먼 인 레드》(영어: The Woman in Red)는 미국에서 제작된 1984년 로맨틱 코미디 영화이다. 진 와일더가 연출, 각본, 주연을 맡았으며, 빅터 드레이 등이 제작에 참여하였다.

## 출연
- 진 와일더
- 켈리 러브록
- 길다 래드너
- 찰스 그로딘
- 조지프 벌로니아
- 주디스 아이비
- 마이클 허들스턴
- 카일 T. 헤프너
- 톰 매슈스

## 기타 제작진
- 협력 제작: 수전 러스킨, 그자비에 젤랭
- 미술: 데이비드 L. 스나이더
- 의상: 루스 마이어스
- 주제가: 스티비 원더, 디온 워윅

## 같이 보기
- 마릴린 먼로의 하얀 드레스